# 伏效平
伏效平，中华人民共和国政治人物、全国脱贫攻坚先进个人。

## 生平
伏效平任正安县委常委、副县长（挂职），贵州省委网络安全和信息化委员会办公室规划财务处处长。因在脱贫攻坚战中作出突出贡献，2021年2月25日全国脱贫攻坚总结表彰大会上，伏效平被授予“全国脱贫攻坚先进个人”。